# Aeluroglena cucullata
Aeluroglena cucullata är en ormart som beskrevs av Boulenger 1898. Aeluroglena cucullata är ensam i släktet Aeluroglena som ingår i familjen snokar. IUCN kategoriserar arten globalt som otillräckligt studerad. Inga underarter finns listade i Catalogue of Life.
Denna orm är med en längd upp till 75 cm liten. Den förekommer i Etiopien och norra Somalia och vistas i öknar och halvöknar. Fram till 2011 var arten endast känd från 11 individer. Den liknar arterna av släktet Meizodon och ska kanske räknas ditt.